# Psilotrichum cyathuloides
Psilotrichum cyathuloides är en amarantväxtart som beskrevs av Karl Suessenguth och Georg Oskar Edmund Launert. Psilotrichum cyathuloides ingår i släktet Psilotrichum och familjen amarantväxter. Inga underarter finns listade i Catalogue of Life.